# Obbligatorietà
Con il termine obbligatorietà, in diritto, si intende la caratteristica propria di una norma che deve  essere rispettata.
La fonte dell'obbligatorietà è un problema discusso in filosofia del diritto. Secondo la corrente di pensiero del giusnaturalismo l'obbligatorietà sorge automaticamente quando prescritta da una disposizione; secondo una corrente alternativa, detta realismo, sorge invece solo qualora sia prevista una sanzione per il mancato rispetto della norma.
L'obbligatorietà è usato in molti contesti, tra cui quello giuridico.
L'obbligatorietà è una delle tre caratteristiche di una norma giuridica, assieme all'astrattezza ed alla generalità, riconosciute da alcuni ordinamenti giuridici. Chi non le rispetta potrebbe avere una sanzione.Questo termine è il principale e primo per le norme giuridiche.

## Obbligatorietà dell'azione penale
Principio secondo cui il Pubblico Ministero non gode di discrezionalità nella scelta di avviare o meno l'azione penale in relazione ad alcuni tipi di reato, ma è tenuto a farlo non appena abbia notizia della possibilità di un reato che egli reputi non priva di fondamento. Questo principio si contrappone alla discrezionalità di cui godono gli attori di un processo civile, e serve lo scopo di assicurare imparzialità nell'azione penale, evitando che il pubblico ministero possa decidere chi perseguire e chi non perseguire.